# 経済社会評議会 (EU)
| ブルガリア語:   | Икономически и социален комитет            |
| スペイン語:     | Comité Económico y Social                  |
| チェコ語:       | Hospodářský a sociální výbor               |
| デンマーク語:   | Økonomiske og Sociale Udvalg               |
| ドイツ語:       | Wirtschafts- und Sozialausschuss           |
| エストニア語:   | Majandus- ja sotsiaalkomitee               |
| ギリシア語:     | Οικονομική και Κοινωνική Επιτροπή          |
| 英語:           | Economic and Social Committee              |
| フランス語:     | Comité économique et social                |
| アイルランド語: | An Coiste Eacnamaíoch agus Sóisialta       |
| クロアチア語:   | Europski gospodarski i socijalni odbor     |
| イタリア語:     | Comitato economico e sociale               |
| ラトビア語:     | Ekonomikas un sociālo lietu komiteja       |
| リトアニア語:   | Ekonomikos ir socialinių reikalų komitetas |
| ハンガリー語:   | Gazdasági és Szociális Bizottság           |
| マルタ語:       | Kumitat Ekonomiku u Soċjali                |
| オランダ語:     | Het Economisch en Sociaal Comité           |
| ポーランド語:   | Komitet Ekonomiczno-Społeczny              |
| ポルトガル語:   | Comité Económico e Social                  |
| ルーマニア語:   | Comitetul Economic şi Social               |
| スロバキア語:   | Hospodársky a sociálny výbor               |
| スロベニア語:   | Ekonomsko-socialni odbor                   |
| フィンランド語: | Talous- ja sosiaalikomitea                 |
| スウェーデン語: | Ekonomiska och sociala kommittén           |

欧州連合における経済社会評議会（けいざいしゃかいひょうぎかい）とは、欧州連合の経済・社会政策における共同参加者 "social and economic partners" と位置づけられる諮問会議体。なお "social and economic partners" という語句は主に企業団体や使用者団体、労働組織の代表をさすものとされている。
経済社会評議会は1957年のローマ条約により設置され、その目的は共同市場の設立に向けて、さまざまな経済的利益集団を統合させることにある。経済社会評議会の設置によりこれらの利益集団は、自らの意見を欧州委員会や欧州連合理事会、欧州議会に関与させることができるようになった。
経済社会評議会の機能としてはあくまで諮問機関としてのものではあるが、マーストリヒト条約においてその対象は大幅に拡大された。経済社会評議会がいまや対象とするのは、社会政策、社会･経済結合、環境、教育、保健、消費者保護、産業、汎ヨーロッパネットワーク、間接税制、構造基金にまでわたる。ただし、このように対象が拡張されても経済社会評議会の権限が増強されたかについては疑念が持たれている。

## 評議員
欧州経済社会評議会は350名の評議員で構成され、国別の評議員の数はEU加盟国の人口にしたがって配分されている。評議員は欧州連合域内の使用者団体、労働組織、農家、消費者団体、専門職団体などの構成員で、加盟各国の政府の推薦をもとに欧州連合理事会によって任命される。評議員は出身国政府から完全に独立した地位が与えられ、任期は5年で再任可能である。
2015年10月にゲオルギス・ダッシスが議長に選出され、2年6か月の任期を務める。
また特定分野においては、経済社会評議会は地域委員会と協力して作業にあたる。
- ドイツ  フランス  イギリス  イタリア - 各24人
- スペイン  ポーランド - 各21人
- ルーマニア - 15人
- オーストリア  ブルガリア  ベルギー  ギリシャ  ハンガリー  オランダ  ポルトガル  スウェーデン  チェコ - 各12人
- デンマーク  フィンランド  アイルランド  リトアニア  クロアチア  スロバキア - 各9人
- ラトビア  スロベニア - 各7人
- エストニア - 各6人
- キプロス  ルクセンブルク  マルタ - 5人